# Wahlkreis Wetterau III
Der Wahlkreis Wetterau III (Wahlkreis 27) ist einer von drei Landtagswahlkreisen im hessischen Wetteraukreis. Der Wahlkreis umfasst die Städte und Gemeinden Bad Nauheim, Butzbach, Echzell, Münzenberg, Ober-Mörlen, Reichelsheim, Rockenberg und Wölfersheim im Nordwesten des Kreises.
Von den rund 94.000 Einwohnern des Wahlkreises waren bei der letzten Landtagswahl 70.745 Bürger wahlberechtigt.

## Wahl 2023
| Landtagswahl in Hessen 2023 – WK Wetterau IIIZweitstimmen %403020100 35,9 %18,9 %15,0 %13,9 %5,2 %3,8 %1,9 %1,4 %1,3 %2,6 % CDUAfDSPDGrüneFDPFWLinkeTierschutzPARTEISonst.Gewinne und Verlusteim Vergleich zu 2018 %p 8 6 4 2 0 −2 −4 −6+7,4 %p+5,3 %p−4,8 %p−4,6 %p−2,3 %p−0,2 %p−2,7 %p+0,4 %p+0,7 %p+0,7 %pCDUAfDSPDGrüneFDPFWLinkeTierschutzPARTEISonst. |

| Gegenstand der Nachweisung | Gegenstand der Nachweisung | Erst- stimmen | Erst- stimmen | Zweit- stimmen | Zweit- stimmen |
| Bewerber                   | Partei                     | Anzahl        | %             | Anzahl         | %              |
| -------------------------- | -------------------------- | ------------- | ------------- | -------------- | -------------- |
| Wahlberechtigte            | Wahlberechtigte            | 77.591        | 77.591        | 77.591         | 77.591         |
| Wähler                     | Wähler                     | 52.089        | 52.089        | 52.089         | 67,1           |
| Ungültige Stimmen          | Ungültige Stimmen          | 1.394         | 2,7           | 1.247          | 2,4            |
| Gültige Stimmen            | Gültige Stimmen            | 50.695        | 97,3          | 50.842         | 97,6           |
| davon                      |                            |               |               |                |                |
| Annette Wetekam            | CDU                        | 17.764        | 35,0          | 18.258         | 35,9           |
| Sabina Eberlein            | GRÜNE                      | 6.404         | 12,6          | 7.066          | 13,9           |
| Anne Thomas                | SPD                        | 8.702         | 17,2          | 7.623          | 15,0           |
| Andreas Lichert            | AfD                        | 9.285         | 18,3          | 9.600          | 18,9           |
| Jochen Ruths               | FDP                        | 3.655         | 7,2           | 2.633          | 5,2            |
| Fatma Demirkol             | Die Linke                  | 957           | 1.9           | 979            | 1,9            |
| Cenk Gönül                 | Freie Wähler               | 2.723         | 5,4           | 1.943          | 3,8            |
|                            | Tierschutzpartei           |               |               | 722            | 1.4            |
| Jochen van Steen           | Die PARTEI                 | 1.205         | 2,4           | 678            | 1.3            |
|                            | Piraten                    |               |               | 185            | 0,4            |
|                            | ÖDP                        | 94            | 0,2           |                |                |
|                            | P. f. schulm. Verjf.       | 27            | 0,1           |                |                |
|                            | V-Partei³                  | 186           | 0,4           |                |                |
|                            | PdH                        | 54            | 0,1           |                |                |
|                            | ABG                        | 91            | 0,2           |                |                |
|                            | APPD                       | 24            | 0,0           |                |                |
|                            | Basis                      | 271           | 0,4           |                |                |
|                            | DKP                        | 20            | 0,0           |                |                |
|                            | DIE NEUE MITTE             | 36            | 0,1           |                |                |
|                            | Volt                       | 261           | 0,5           |                |                |
|                            | Klimaliste                 | 91            | 0,2           |                |                |

## Wahl 2018
| Gegenstand der Nachweisung | Gegenstand der Nachweisung | Wahlkreis- stimmen | Wahlkreis- stimmen | Landes- stimmen | Landes- stimmen |
| Kreiswahlbewerber/in       | Partei                     | Anzahl             | %                  | Anzahl          | %               |
| -------------------------- | -------------------------- | ------------------ | ------------------ | --------------- | --------------- |
| Wahlberechtigte            | Wahlberechtigte            | 70.745             | 100,0              | 70.745          | 100,0           |
| Wähler                     | Wähler                     | 48.194             | 68,1               | 48.194          | 68,1            |
| Ungültige Stimmen          | Ungültige Stimmen          | 1.246              | 2,6                | 1.082           | 2,2             |
| Gültige Stimmen            | Gültige Stimmen            | 46.948             | 100,0              | 47.112          | 100,0           |
| davon                      |                            |                    |                    |                 |                 |
| Norbert Kartmann           | CDU                        | 14.556             | 31,3               | 13.673          | 29,0            |
| Karl-Otto Waas             | SPD                        | 10.375             | 22,3               | 9.019           | 19,1            |
| Brigitta Nell-Düvel        | GRÜNE                      | 7.636              | 16,4               | 8.862           | 18,8            |
| Fatma Demirkol             | LINKE                      | 2.012              | 4,3                | 2.234           | 4,7             |
| Tillmann Weber             | FDP                        | 3.499              | 7,5                | 3.606           | 7,7             |
| Klaus Herrmann             | AfD                        | 6.006              | 12,9               | 6.204           | 13,2            |
| –                          | PIRATEN                    | x                  | x                  | 151             | 0,3             |
| Ronald Berg                | FREIE WÄHLER               | 2.432              | 5.2                | 1.917           | 4,1             |
| –                          | NPD                        | x                  | x                  | 190             | 0,4             |
| –                          | Die PARTEI                 | x                  | x                  | 258             | 0,5             |
| –                          | ÖDP                        | x                  | x                  | 113             | 0,2             |
| –                          | Die Grauen                 | x                  | x                  | 65              | 0,1             |
| –                          | BüSo                       | x                  | x                  | 13              | 0,0             |
| –                          | AD-Demokraten              | x                  | x                  | 35              | 0,1             |
| –                          | Bündnis C                  | x                  | x                  | 44              | 0,1             |
| –                          | BGE                        | x                  | x                  | 52              | 0,1             |
| –                          | Die Violetten              | x                  | x                  | 33              | 0,1             |
| –                          | LKR                        | x                  | x                  | 21              | 0,0             |
| –                          | Menschliche Welt           | x                  | x                  | 20              | 0,0             |
| –                          | Die Humanisten             | x                  | x                  | 36              | 0,1             |
| –                          | Gesundheitsforschung       | x                  | x                  | 70              | 0,1             |
| –                          | Tierschutzpartei           | x                  | x                  | 440             | 0,9             |
| –                          | V-Partei³                  | x                  | x                  | 56              | 0,1             |

Neben dem direkt gewählten Wahlkreisabgeordneten Norbert Kartmann wurde der AfD-Kandidat Klaus Herrmann über die Landesliste seiner Partei gewählt. Kartmann legte sein Mandat zum Jahresende 2022 nieder.

## Wahl 2013
| Gegenstand der Nachweisung | Gegenstand der Nachweisung | Wahlkreis- stimmen | Wahlkreis- stimmen | Landes- stimmen | Landes- stimmen |
| Kreiswahlbewerber/in       | Partei                     | Anzahl             | %                  | Anzahl          | %               |
| -------------------------- | -------------------------- | ------------------ | ------------------ | --------------- | --------------- |
| Wahlberechtigte            | Wahlberechtigte            | 70.339             | 100,0              | 70.339          | 100,0           |
| Wähler                     | Wähler                     | 51.860             | 73,7               | 51.860          | 73,7            |
| Ungültige Stimmen          | Ungültige Stimmen          | 1.758              | 3,4                | 1.445           | 2,8             |
| Gültige Stimmen            | Gültige Stimmen            | 50.102             | 100,0              | 50.415          | 100,0           |
| davon                      |                            |                    |                    |                 |                 |
| Norbert Kartmann           | CDU                        | 23.178             | 46,3               | 20.675          | 41,0            |
| Matthias Görlach           | SPD                        | 17.071             | 34,1               | 14.683          | 29,1            |
| Peter Heidt                | FDP                        | 1.473              | 2,9                | 2.781           | 5,5             |
| Rüdiger Maas               | GRÜNE                      | 3.452              | 6,9                | 4.803           | 9,5             |
| Ricardo Herbst             | LINKE                      | 2.133              | 4,3                | 2.118           | 4,2             |
| Ronald Berg                | FREIE WÄHLER               | 1.544              | 3,1                | 800             | 1,6             |
| –                          | NPD                        | x                  | x                  | 786             | 1,6             |
| –                          | REP                        | x                  | x                  | 83              | 0,2             |
| Matthias Geining           | PIRATEN                    | 1.251              | 2,5                | 993             | 2,0             |
| –                          | BüSo                       | x                  | x                  | 16              | 0,0             |
| –                          | ADd                        | x                  | x                  | 62              | 0,1             |
| –                          | Die Grauen                 | x                  | x                  | 25              | 0,0             |
| –                          | AfD                        | x                  | x                  | 2.222           | 4,4             |
| –                          | AVIP                       | x                  | x                  | 32              | 0,1             |
| –                          | LUPe                       | x                  | x                  | 10              | 0,0             |
| –                          | ÖDP                        | x                  | x                  | 70              | 0,1             |
| –                          | Die PARTEI                 | x                  | x                  | 243             | 0,5             |
| –                          | PSG                        | x                  | x                  | 13              | 0,0             |

Norbert Kartmann zog als Gewinner des Direktmandats in den Landtag ein.

## Wahl 2009
Wahlkreisergebnis der Landtagswahl in Hessen 2009:
| Direktkandidat    | Partei  | Erststimmen in % | Zweitstimmen in % |
| ----------------- | ------- | ---------------- | ----------------- |
| Norbert Kartmann  | CDU     | 45,1             | 40,3              |
| Matthias Görlach  | SPD     | 28,4             | 22,6              |
| Peter Heidt       | FDP     | 12,2             | 17,3              |
| Sophia Horz-Hövel | Grüne   | 08,9             | 12,0              |
| Peter Zeichner    | LINKE   | 03,6             | 04,2              |
| –                 | REP     | –                | 00,2              |
| –                 | FW      | –                | 01,4              |
| Volker Sachs      | NPD     | 01,8             | 01,4              |
| –                 | PIRATEN | –                | 00,5              |
| –                 | BüSo    | –                | 00,1              |

## Wahl 2008
Bei der Landtagswahl in Hessen 2008 traten folgende Kandidaten an:
| Direktkandidat    | Partei | Erststimmen in % | Zweitstimmen in % |
| ----------------- | ------ | ---------------- | ----------------- |
| Norbert Kartmann  | CDU    | 41,6             | 40,7              |
| Matthias Görlach  | SPD    | 37,0             | 34,5              |
| Sophia Horz-Hövel | GRÜNE  | 05,9             | 06,1              |
| Peter Heidt       | FDP    | 07,3             | 09,5              |
| Elke Halfmann     | LINKE  | 03,3             | 04,2              |
| Christian Weiße   | FW     | 01,6             | 01,0              |
| Volker Sachs      | NPD    | 02,3             | 02,0              |
| Erich Franz       | REP    | 00,6             | 00,4              |
| Ute Andrea Gernat | GRAUE  | 00,4             | 00,3              |

## Bisherige Abgeordnete
Direkt gewählte Abgeordnete des Wahlkreises Wetterau III waren:
| Jahr | Direktkandidat   | Partei | Erststimmen in % |
| ---- | ---------------- | ------ | ---------------- |
| 2023 | Annette Wetekam  | CDU    | 35,0             |
| 2018 | Norbert Kartmann | CDU    | 41,3             |
| 2013 | Norbert Kartmann | CDU    | 46,3             |
| 2009 | Norbert Kartmann | CDU    | 45,1             |
| 2008 | Norbert Kartmann | CDU    | 41,9             |

Der Wahlkreis wurde zur Landtagswahl 2008 neu geschaffen. Die Anzahl der Wahlkreise im Wetteraukreis wurde von zwei auf drei erhöht.